# 22 Ursae Majoris
22 Ursae Majoris är en misstänkt pulserande ellipsoidisk variabel (ELL:) i stjärnbilden Stora björnen.
Stjärnan har visuell magnitud +5,72 och varierar med amplitud av 0,025 med en okänd periodicitet.